# Jeff Foster
Jeffrey Douglas Foster, detto Jeff (San Antonio, 16 gennaio 1977), è un ex cestista statunitense, professionista nella NBA.

## Carriera
È stato selezionato dai Golden State Warriors al primo giro del Draft NBA 1999 (21ª scelta assoluta).

## Statistiche

### College
| Anno      | Squadra           | PG  | PT | MP   | TC%  | 3P% | TL%  | RP   | AP  | PRP | SP  | PP   |
| --------- | ----------------- | --- | -- | ---- | ---- | --- | ---- | ---- | --- | --- | --- | ---- |
| 1995-1996 | Texas St. Bobcats | 26  | -  | 13,1 | 44,3 | 100 | 48,7 | 4,2  | 0,7 | 0,3 | 0,7 | 3,2  |
| 1996-1997 | Texas St. Bobcats | 29  | -  | 22,0 | 51,2 | 100 | 64,5 | 7,7  | 0,9 | 0,8 | 1,3 | 8,6  |
| 1997-1998 | Texas St. Bobcats | 28  | -  | 29,1 | 53,2 | -   | 61,1 | 10,2 | 1,6 | 1,3 | 1,0 | 12,8 |
| 1998-1999 | Texas St. Bobcats | 28  | -  | 28,1 | 49,8 | -   | 69,3 | 11,3 | 1,5 | 1,1 | 1,0 | 14,2 |
| Carriera  | Carriera          | 111 | -  | 23,2 | 50,8 | 100 | 63,9 | 8,4  | 1,2 | 0,9 | 1,0 | 9,8  |

### NBA

#### Regular Season
| Anno      | Squadra        | PG  | PT  | MP   | TC%  | 3P%  | TL%  | RP  | AP  | PRP | SP  | PP  |
| --------- | -------------- | --- | --- | ---- | ---- | ---- | ---- | --- | --- | --- | --- | --- |
| 1999-2000 | Indiana Pacers | 19  | 0   | 4,5  | 56,5 | 0,0  | 68,0 | 1,7 | 0,3 | 0,3 | 0,1 | 2,3 |
| 2000-2001 | Indiana Pacers | 71  | 9   | 16,2 | 46,9 | 28,6 | 51,6 | 5,5 | 0,5 | 0,5 | 0,4 | 3,5 |
| 2001-2002 | Indiana Pacers | 82  | 48  | 21,8 | 44,9 | 13,3 | 61,0 | 6,8 | 0,9 | 0,9 | 0,5 | 5,7 |
| 2002-2003 | Indiana Pacers | 77  | 2   | 10,4 | 36,0 | 0,0  | 54,0 | 3,6 | 0,7 | 0,4 | 0,3 | 2,1 |
| 2003-2004 | Indiana Pacers | 82  | 79  | 23,9 | 54,4 | 0,0  | 66,9 | 7,4 | 0,8 | 0,9 | 0,3 | 6,1 |
| 2004-2005 | Indiana Pacers | 61  | 43  | 26,1 | 51,9 | 0,0  | 63,4 | 9,0 | 0,7 | 0,8 | 0,2 | 7,0 |
| 2005-2006 | Indiana Pacers | 63  | 37  | 25,1 | 55,2 | 0,0  | 60,4 | 9,1 | 0,8 | 0,7 | 0,4 | 5,9 |
| 2006-2007 | Indiana Pacers | 75  | 43  | 23,2 | 46,9 | 0,0  | 63,9 | 8,1 | 0,8 | 0,8 | 0,5 | 4,3 |
| 2007-2008 | Indiana Pacers | 77  | 52  | 24,5 | 55,0 | 0,0  | 59,3 | 8,7 | 1,7 | 0,7 | 0,4 | 6,4 |
| 2008-2009 | Indiana Pacers | 74  | 26  | 24,7 | 50,1 | 28,6 | 65,8 | 6,9 | 1,8 | 0,7 | 0,7 | 6,1 |
| 2009-2010 | Indiana Pacers | 16  | 3   | 15,9 | 47,8 | 0,0  | 55,6 | 5,1 | 1,3 | 0,2 | 0,3 | 3,1 |
| 2010-2011 | Indiana Pacers | 56  | 3   | 16,8 | 47,9 | 0,0  | 56,3 | 6,3 | 0,8 | 0,4 | 0,6 | 3,3 |
| 2011-2012 | Indiana Pacers | 11  | 0   | 12,8 | 50,0 | 100  | 66,7 | 3,8 | 0,4 | 0,7 | 0,1 | 2,3 |
| Carriera  | Carriera       | 764 | 345 | 20,6 | 49,7 | 13,0 | 61,5 | 6,9 | 0,9 | 0,7 | 0,4 | 4,9 |

#### Playoffs
| Anno     | Squadra        | PG | PT | MP   | TC%  | 3P%  | TL%  | RP  | AP  | PRP | SP  | PP  |
| -------- | -------------- | -- | -- | ---- | ---- | ---- | ---- | --- | --- | --- | --- | --- |
| 2001     | Indiana Pacers | 4  | 2  | 13,0 | 44,4 | -    | 100  | 3,0 | 0,5 | 0,0 | 0,8 | 2,5 |
| 2002     | Indiana Pacers | 5  | 0  | 15,6 | 53,8 | 50,0 | 44,4 | 4,8 | 1,4 | 0,6 | 0,2 | 4,0 |
| 2003     | Indiana Pacers | 6  | 0  | 6,3  | 54,5 | -    | 100  | 1,3 | 0,3 | 0,0 | 0,5 | 2,3 |
| 2004     | Indiana Pacers | 16 | 13 | 19,2 | 58,1 | 0,0  | 80,0 | 6,6 | 0,8 | 0,8 | 0,3 | 3,6 |
| 2005     | Indiana Pacers | 13 | 0  | 18,8 | 59,6 | -    | 71,4 | 7,4 | 0,4 | 0,5 | 0,9 | 5,9 |
| 2006     | Indiana Pacers | 4  | 4  | 20,0 | 36,4 | -    | 75,0 | 6,0 | 0,8 | 1,0 | 0,3 | 2,8 |
| 2011     | Indiana Pacers | 5  | 0  | 18,6 | 58,3 | -    | 37,5 | 4,8 | 0,8 | 0,4 | 0,8 | 3,4 |
| Carriera | Carriera       | 53 | 19 | 16,8 | 55,6 | 40,0 | 66,1 | 5,5 | 0,7 | 0,5 | 0,5 | 3,9 |